# برت کونوی
برت کونوی (انگلیسی: Bert Convy; ۲۳ ژوئیهٔ ۱۹۳۳ – ۱۵ ژوئیهٔ ۱۹۹۱) بازیگر، خواننده، بازیکن بیسبال، بازیگر تلویزیون، بازیگر سینما، بازیگر تئاتر، و کارگردان فیلم اهل ایالات متحده آمریکا بود.